# Славянский судоремонтный завод
Славянский судоремонтный завод (ПАО Славянский СРЗ) — российская диверсифицированная компания в области судоремонта, судостроения, изготовления и сборки металлоконструкций, машиностроения и перевалки грузов в порту Славянка (Приморский край). Основной вид деятельности — судоремонт, в том числе и военных кораблей. Штаб-квартира — в Славянке.
Территория завода — 648 тыс. м²; площадь судоремонтных цехов — 51, 8 тыс. м²; площадь судостроительного комплекса — 7,6 тыс. м²; территория для хранения грузов — 60 тыс. м² (которая обеспечена кранами — 61 единица и железнодорожными путями).

## История
Завод введён в строй 6 апреля 1970 года на самостоятельном балансе с подчинением Дальневосточному морскому пароходству.
В 1981 году завод за высокие показатели в труде занесён на Всесоюзную Доску Почёта ВДНХ СССР, награждён переходящим Красным знаменем ЦК КПСС, Совета Министров и ЦК ВЛКСМ.
Помимо судоремонта до 1993 года осуществлял также судостроение: с 1973-го по 1993 год на заводе было построено более 200 единиц самоходных барж «Восток» проекта 1733.
С 1996 в составе завода работает открытый порт Славянка.
В 2004 году судостроение было возобновлено.
На 2010 год численность работающих составляла 1250 человек, судоремонт является основным направлением деятельности предприятия и составляет порядка 80 % от общего объема производства.